# Pei Jiayun
Pei Jiayun (en chino: 裴佳雲; Luotian, 20 de junio de 1971) es una deportista china que compitió en remo.
Ganó una medalla de oro en el Campeonato Mundial de Remo de 1993, en la prueba de cuatro sin timonel. Participó en los Juegos Olímpicos de Barcelona 1992, ocupando el quinto lugar en la prueba de ocho con timonel.

## Palmarés internacional
| Campeonato Mundial | Campeonato Mundial       | Campeonato Mundial | Campeonato Mundial |
| Año                | Lugar                    | Medalla            | Prueba             |
| ------------------ | ------------------------ | ------------------ | ------------------ |
| 1993               | Račice (República Checa) | Medalla de oro     | Cuatro sin timonel |